# Hofen (Asbach)
Hofen ist ein Ortsteil der Ortsgemeinde Asbach im Landkreis Neuwied im nördlichen Rheinland-Pfalz. Der Ort ist vorwiegend landwirtschaftlich geprägt.

## Geographie
Der Weiler liegt im Niederwesterwald nordwestlich des Hauptortes Asbach auf einer Anhöhe. Westlich des Orts liegt der Asbacher Ortsteil Rindhausen, im Norden grenzt Hofen an die Gemarkung von Buchholz (Westerwald). Hofen ist nur über die Kreisstraße 49 zu erreichen, die den Ort mit Asbach und Rindhausen verbindet.

## Geschichte
Landesherrlich gehörte Hofen bis 1803 zum Kurfürstentum Köln. Der Ort war Teil der „Honnschaft Elsaff“, die zum Kirchspiel Asbach gehörte und der Verwaltung des kurkölnischen Amtes Altenwied unterstand. In einer 1660 vom Kölner Kurfürsten Maximilian Heinrich angeordneten Bestandsaufnahme wurde Hofen noch nicht genannt und dürfte erst später entstanden sein. Im Jahr 1787 werden drei Höfe vermerkt.
Nachdem das Rheinland 1815 zu Preußen gekommen war, gehörte Hofen zur Gemeinde Elsaff im damals neu gebildeten Kreis Neuwied und wurde von der Bürgermeisterei Asbach verwaltet. Nach einer Volkszählung aus dem Jahr 1885 hatte Hofen fünf Einwohner, die in drei Häusern lebten.
Bis zum 16. März 1974 gehörte Hofen zu der bis dahin eigenständigen Gemeinde Elsaff, welche mit gleichem Datum aufgelöst wurde und deren Ortschaften entsprechend der ehemaligen Kirchspielzugehörigkeit den neu gebildeten Ortsgemeinden Asbach und Buchholz zugeordnet wurden. Hierbei kam Hofen zu Asbach und gehört seitdem zur Gemarkung Elsaff-Asbach. 1987 zählte Hofen zehn Einwohner.